# Déli őszantilop
A déli őszantilop (Raphicerus melanotis) az emlősök (Mammalia) osztályának párosujjú patások (Artiodactyla) rendjébe, ezen belül a tülkösszarvúak (Bovidae) családjába és az antilopformák (Antilopinae) alcsaládjába tartozó faj.

## Előfordulása
Kizárólag Afrika legdélebbi részén, a Dél-afrikai Köztársaság East Cape és West Cape tartományaiban honos, nagyjából a fokföldi flórabirodalommal egybeeső területen. Élőhelyéül bozótosok és az úgynevezett fynbos biom szolgál; a sűrű aljnövényzethez kötődik. East Cape tartományban magasabban fekvő füves területeken is előfordul, de itt is csak erdőfoltok és bozótszigetek közelében. A művelés alá vont földek közelségében is megél, rájárva az ültetvényekre.

## Megjelenése
A déli őszantilopok meglehetősen hasonlítanak a közönséges őszantilopokra. Testfelépítésük zömök, marmagasságuk 45-55 centiméteres, testtömegük 8-23 kilogramm között mozog; farkuk hossza 5,5 centiméter. A bikák némileg nagyobbak a teheneknél, és szarvaik is csak nekik vannak: ezek 6,5-13 centiméteres, egyenes, tűszerű képződmények. Az oldalsó paták fejletlenek és olykor hiányoznak, viszont a hátsó lábakon állpaták figyelhetőek meg. A fajnak fejlett szem előtti és lábmirigyei vannak.
A hímek emellett sötétebb alapszínűek a nőstényeknél. A bunda merev, drótszerű szőrökből áll, színe pedig vörösesbarna a háton és az oldalon, vörös a hason és vörösessárga a toroknál. A háton elszórva fehér szőrszálak is akadnak, ami őszes megjelenést kölcsönöz az antilopoknak. A homloktól a nyakszirtig Y alakú sötétebb folt húzódik. A fajra nagy, hegyes fülek jellemzőek, melyek belső oldalain fehér csíkok húzódnak sugarasan. A fültövek között fekete szőrcsomó van.

## Életmódja
A bikák territoriálisak és rendkívül ellenségesek egymással szemben: vizelettel, szagjelekkel és ürülékkupacokkal kijelölt területük határain belülre merészkedő riválisaikat rendkívüli vadsággal támadják meg. Előfordul, hogy párzás előtt a bika egy tehénnel áll párba és azzal közösen védelmezi a területét, de a fajra összességében a magányos életmód jellemző.
A déli őszantilopok késő délutántól reggelig aktívak, ilyenkor merészkednek ki a nyílt területekre legelni. A sötétben kiváló hallásuk és szaglásuk segítségével tájékozódnak. Különböző fűféléket, hajtásokat, terméseket és leveleket fogyaszt, miközben gyakran rájár a tea- és szőlőültetvényekre is. Nap közben bozótosban vagy sziklák árnyékában pihennek és kérődznek. Vész esetén mozdulatlanul lapulnak, és csak a veszélyforrás további közeledésére iszkolnak cikcakkban az aljnövényzet rejtekén át. Sokszor különféle gödrökbe, mélyedésekbe (pl. földimalacok kotorta lyukakba) vetik magukat a ragadozók elől. Az elfogott állat bégetésre emlékeztető hangot hallat, egyébként nem jellemző a hangadás.

## Szaporodása
Párzásra bármikor sor kerülhet, de az ellések zöme a szeptember és december közti időszakra esik. Nyugodt és termékeny időszakokban akár évi két ellésre is sor kerülhet. A vemhesség mintegy hét hónapig tart, és többnyire egyetlen utód jön a világra, aki három hónapos korában történő elválasztásáig anyjával marad.

## Természetvédelmi helyzete
A déli őszantilopok létszáma becslések szerint 230-322 ezer körüli és feltehetően stabil a faj alkalmazkodóképességének és az élőhelyén létrehozott számos természetvédelmi területnek. Ennek fényében a Természetvédelmi Világszövetség értékelése szerint a faj nem veszélyeztetett.